# Гибб, Робин
Сэр Робин Хью Гибб (англ. Robin Hugh Gibb; 22 декабря 1949, Дуглас, Остров Мэн — 20 мая 2012, Лондон) — британский певец и автор песен, наиболее известный по участию в группе Bee Gees, которую основал вместе с братом-близнецом Морисом и старшим братом Барри. Мировые продажи пластинок группы превышают сто миллионов копий, что делает Bee Gees одним из самых успешных коллективов в истории музыкальной индустрии.

## Биография
Родился в Британии, является братом-близнецом Мориса Гибба (Морис родился на 35 минут позже). Вскоре после их рождения родители Хью и Барбара Гибб (урождённая Пасс) переехали в Манчестер. А в конце 1958 года семья уехала в Брисбен, поэтому начать музыкальную карьеру Робину (как и двум его братьям — Барри и Морису) пришлось уже в Австралии. Именно там они получили некоторую известность, после чего вернулись в Соединённое Королевство и продолжили музыкальную деятельность на родине. В конце 60-х годов, находясь на волне успеха, Робин решил отделиться от группы и заняться сольной карьерой. Однако выпущенный им альбом не имел большого успеха, поэтому уже спустя восемнадцать месяцев он вернулся обратно в команду.
Робин Гибб и его братья продолжали выступать с переменным успехом до 2003 года, пока не стало Мориса. После его смерти Барри и Робин заявили, что группа Bee Gees прекращает своё существование. По прошествии почти семи лет, осенью 2009 года, они объявили о возрождении группы, однако до новых синглов и живых выступлений дело не дошло.
В последние годы Робин Гибб и его сын Робин-Джон работали над написанием симфонического произведения «Реквием по „Титанику“», которое в апреле 2012 (в сотую годовщину катастрофы корабля) впервые исполнил Королевский филармонический оркестр Великобритании. Робин Гибб не смог присутствовать на премьере из-за обострившихся проблем со здоровьем.

## Проблемы со здоровьем и смерть
В августе 2010 Робин Гибб был экстренно госпитализирован и перенёс операцию по удалению опухоли, спровоцировавшей непроходимость кишечника (при аналогичных обстоятельствах в январе 2003 года умер его брат-близнец Морис). В октябре 2011 года экстренная госпитализация повторилась. А 20 ноября 2011 было объявлено, что Гибб болен раком печени.
В интервью, опубликованном в «The Mail on Sunday» 22 января 2012, Гибб признался, что за 18 месяцев до того у него нашли воспаление ободочной кишки, а затем диагностировали рак толстой кишки. Однако при этом он отметил, что всё это время чувствовал себя в основном «превосходно», а его лечащий врач назвал результаты химиотерапии «впечатляющими».
В начале марта 2012 Робин Гибб объявил, что идёт на поправку, однако уже в том же месяце он снова пережил хирургическое вмешательство.
13 апреля 2012 Робин Гибб впал в кому из-за неожиданной внезапно возникшей пневмонии. 20 апреля он снова вернулся в сознание и, по словам родственников, был в состоянии кивать головой и отвечать на вопросы. 22 апреля его лечащий врач заявил, что у Робина прогрессирующий рак толстой кишки, а  пневмония была вызвана тем, что его организм был ослаблен в результате интенсивной химиотерапии. Однако Эндрю Тиллайнайагам отметил «железную волю» и «большой внутренний запас сил» Гибба, благодаря которым он смог вернуться в сознание.
Робин Гибб умер 20 мая 2012 года в Лондоне. Похоронен в родном городе Тейме (Оксфордшир).

## Личная жизнь и убеждения

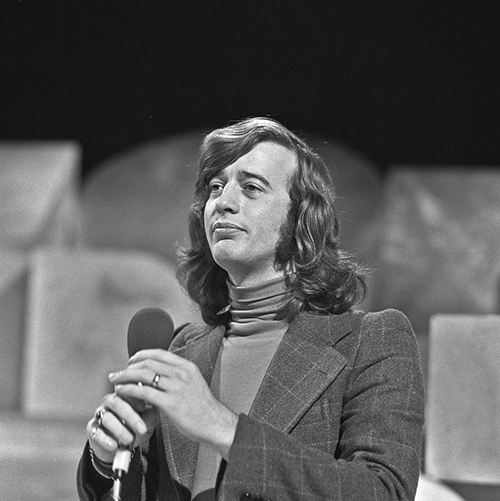
Робин Гибб в 1973 году

В 1968 году Робин Гибб женился на Молли Хьюллис, которая работала секретарём у продюсера группы Роберта Стигвуда. У них родились двое детей, Спенсер (1972) и Мелисса (1974), однако в 1980 году, после нескольких лет раздельного проживания, супруги развелись.
Вторая жена музыканта, Дуайна Мёрфи Гибб — драматург и поэт. Одно время она входила в индуистскую секту «Дочери Брахмы» (посещала занятия Всемирного Духовного Университета Брахма Кумарис). В 1983 году у них родился сын Робин-Джон.
4 ноября 2008 у Робина родился четвёртый ребёнок — дочь Сноу Эвелин Робин Джульет Гибб. Матерью стала домработница четы Гиббов Клэр Янг. Жена Гибба Дуайна, до этого несколько лет закрывавшая глаза на роман своего мужа с экономкой, после рождения ребёнка заявила, что «возмущена и шокирована».
В отличие от Мориса и Барри, никогда не носил бороды, лишь изредка покрываясь кратковременной щетиной. 
Робин Гибб являлся вегетарианцем и совершенно не употреблял алкогольных напитков.
В политике поддерживал Лейбористскую партию, в 2005 году участвовал в её предвыборной кампании. Был близким другом бывшего премьер-министра Тони Блэра.

## Награды

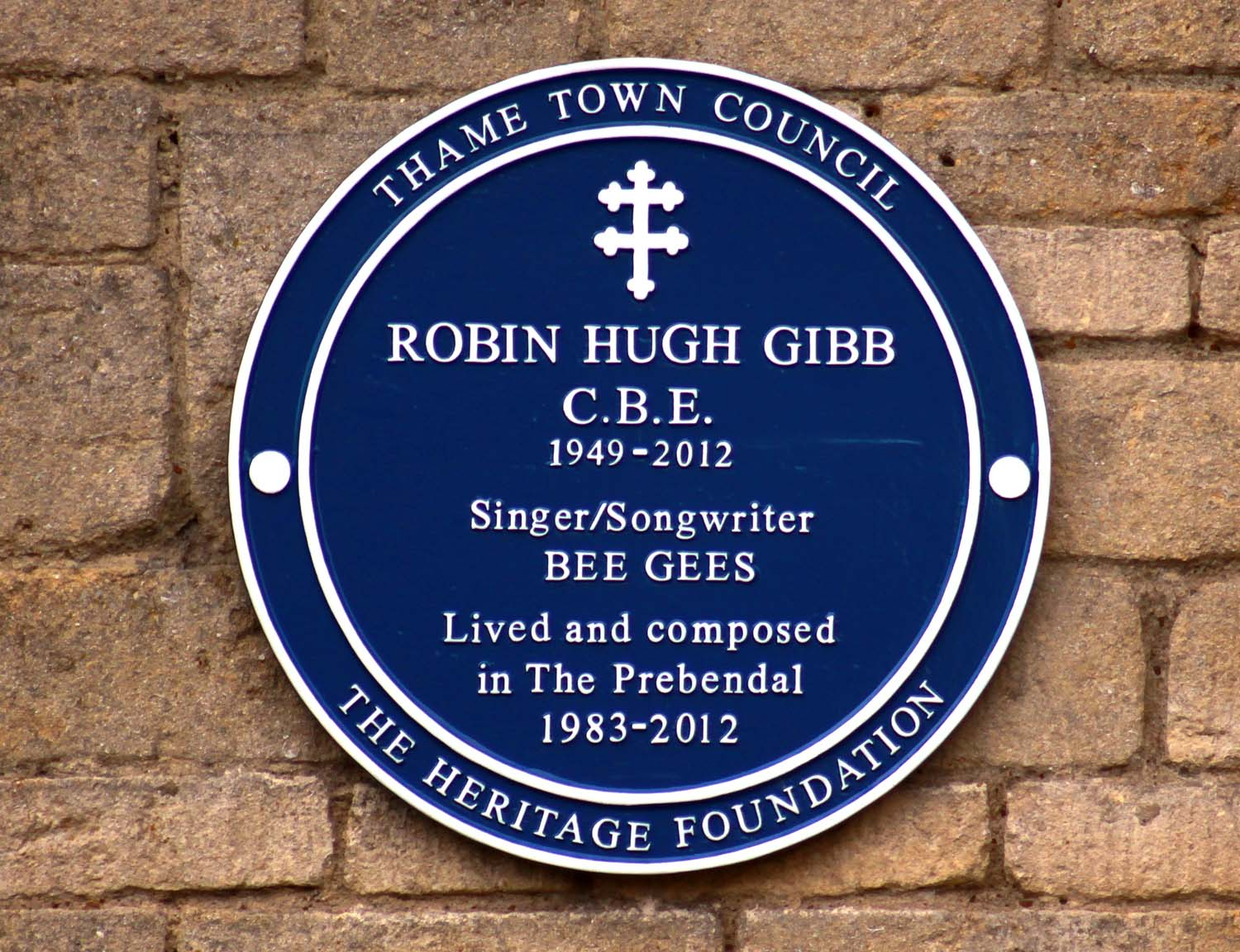
Мемориальная табличка в Тейме, Оксфордшир

- Орден Британской империи степени командора (31 декабря 2001) — «за заслуги в музыке и развлечении»[21]. Вручён принцем Чарльзом на церемонии в Букингемском дворце[22][23].

Робин Гибб включён в Зал славы авторов песен (Лос Анджелес), является лауреатом премий Ivor Novello Awards и «Грэмми».

## Дискография

### Альбомы
- 1970 — «Robin’s Reign»;
- 1983 — «How Old Are You?»;
- 1984 — «Secret Agent»;
- 1985 — «Walls Have Eyes»;
- 2003 — «Magnet»;
- 2006 — «My Favourite Christmas Carols»;
- 2012 — «Titanic Requiem»;
- 2014 — «50 St. Catherine’s Drive».

### Синглы
- 1969 — «Saved By the Bell»;
- 1969 — «One Million Years»;
- 1970 — «August, October»;
- 1978 — «Oh! Darling»;
- 1980 — «Help Me!» (Робин Гибб & Marcy Levy);
- 1983 — «Juliet»;
- 1983 — «How Old Are You?»;
- 1983 — «Another Lonely Night in New York»;
- 1984 — «Boys Do Fall in Love»;
- 1984 — «Secret Agent»;
- 1985 — «In Your Diary»;
- 1985 — «Like a Fool»;
- 1986 — «Toys»;
- 2002 — «Please»;
- 2003 — «Wait Forever»;
- 2004 — «My Lover’s Prayer» (с Алистером Гриффином);
- 2005 — «First of May» (G4 feat. Робин Гибб);
- 2006 — «Mother of Love»;
- 2007 — «Too Much Heaven» (Робин Гибб & US5);
- 2009 — «Islands in the Stream» (Робин Гибб & Comic Relief);
- 2011 — «I’ve Gotta Get a Message to You» (Робин Гибб & The Soldiers);
- 2012 — «Don’t Cry Alone».